# Classe Toku Daihatsu
L'embarcation de débarquement de classe Toku Daihatsu (特大型発動機艇, Toku Daihatsu-gata hatsudō-ki-tei) ou péniche de débarquement de 17 m est une classe d'embarcation de débarquement en service dans la marine impériale japonaise, utilisée pendant la Seconde Guerre mondiale. Elle a été désignée comme péniche de débarquement de "Super type A" par les États-Unis.

## Histoire
Il s'agissait d'un modèle plus grand de la péniche de débarquement de la classe Daihatsu, avec une rampe d'accès à l'avant qui était abaissée pour permettre le débarquement de la cargaison lors de la montée sur la plage. Il était construit d'une coque métallique et était propulsé par un moteur diesel.
Il était conçu pour transporter un blindé de taille moyenne ou deux blindés de huit tonnes. Les péniches de débarquement étaient largement utilisées pour transporter des troupes et du ravitaillement aux garnisons isolées, appelées "fourmilières" par les Japonais. Les forces aériennes alliées et les bateaux PT boats américains ont entrepris des raids de plus en plus fructueux pour intercepter et détruire ces embarcations vers la fin de la Seconde Guerre mondiale.